# Purenleon cubensis
Purenleon cubensis is een insect uit de familie van de mierenleeuwen (Myrmeleontidae), die tot de orde netvleugeligen (Neuroptera) behoort. 
Purenleon cubensis is voor het eerst wetenschappelijk beschreven door Alayo in 1968.